# Alex Highsmith
Alex Highsmith (Wilmington, Carolina del Norte, 7 de agosto de 1997) es un jugador profesional estadounidense de fútbol americano que se desempeña en la posición de linebacker en Pittsburgh Steelers, equipo de la National Football League (NFL).

## Carrera
Fue seleccionado en la tercera ronda en la Reunión Anual de Selección de Jugadores de la NFL de 2020. Hizo su debut profesional con el equipo Pittsburgh Steelers, donde lleva jugando cuatro temporadas.